# Niewypał
Niewypał – amunicja w której nie nastąpiło odpalenie ładunku miotającego, mimo stworzenia odpowiednich warunków do tego procesu. Podobnym pojęciem jest niewybuch, który odnosi się jednak nie do ładunku miotającego, lecz do ładunku wybuchowego. Pojęcia niewypału używa się wobec dwóch rodzajów amunicji: wybuchającej z siłą mniejszą od detonacji oraz zapalającej.
Najczęściej pojęcie „niewypał” odnosi się do środków zawierających materiał wybuchowy o charakterze miotającym, czyli takich, w których wybuch ma charakter deflagracji, niewypałami mogą być jednak także inne naboje, np. ze sprężonym gazem. Niewypałem może stać się również spłonka lub inny zapalnik.
Oprócz nabojów niewypałami mogą stać się również inne środki zawierające materiały wybuchowe deflagrujące, np. materiały hukowe, ale także różnego rodzaju inne środki pirotechniczne, nawet nie deflagrujące, ale np. spalające się gwałtownie, lub mogące się palić bez dostępu powietrza z zewnątrz. Do niewypałów zalicza się również środki zapalające się, np. race świetlne, świece dymne itp.
Przyczyną powstania niewypału może być nieuruchomienie lub złe działanie zapalnika, zmiany chemiczne w samym materiale itp. Za niewypały nie uważa się środków właściwie składowanych, a jedynie te, które zostały użyte, ale nie zadziałały, lub zadziałały nieprawidłowo, skutkiem czego mogą nadal stanowić niebezpieczeństwo. Oprócz tego za niewypały uważa się również środki pozbawione właściwego nadzoru i kontroli, np. gdzieś wykryte, niewiadomego pochodzenia, uszkodzone, przeterminowane itp.
Sposób obchodzenia się z niewypałami oraz metody ich niszczenia regulują szczegółowo odpowiednie instrukcje dla saperów. Przede wszystkim zabroniony jest jakikolwiek kontakt osób postronnych z niewypałami, gdyż środki tego typu zachowują zazwyczaj swoją aktywność przez bardzo długi czas i może się zdarzyć, iż bardzo delikatny bodziec (np. szturchnięcie) spowoduje eksplozję niewypału. Za usuwanie niewypałów są odpowiedzialne patrole rozminowania.